# Табија (2021)
 Табија (енгл. The White Fortress) је босанскохерцеговачко-канадски филм из 2021. године, у режији и по сценарију Игора Дрљаче. Филм је премијерно приказан 1. марта 2021. на 71. Берлинском међународном филмском фестивалу. 

## Радња
Фарук је сироче које живи са болесном баком у сарајевском насељу Алипашино поље, Бави се сакупљањем секундарних сировина и ситним криминалом. Слободно време проводи с екипом која је повезана са локалним криминалцем Чедом. Чедo се бави подвођењем девојака, које Фарук и његов пријатељ Алмир повремено развозе аутомобилом. 
Једног дана Фарук упознаје Мону, мирну и сталожену девојку из богате породице у коју ће се убрзо заљубити. Монин отац је политичар који је испланирао њену будућност и жели да је пошаље на студије у Kанаду. Али, то није оно за чим Мона чезне, јер њу привлачи Фарук и осећај слободе који сa њим има. 

## Улоге
| Глумац              | Улога            |
| ------------------- | ---------------- |
| Павле Чемерикић     | Фарук            |
| Сумеја Дардаган     | Мона             |
| Јасмин Гељо         | Мирсад           |
| Керим Цутуна        | Алмир            |
| Албан Укај          | Ален             |
| Билал Халиловић     | Врецо            |
| Јелена Кордић Курет | Аида             |
| Фирах Хаџић         | Минела           |
| Хасија Борић        | Мајка            |
| Ирена Муламухић     | Бака             |
| Ермин Браво         | Чедо             |
| Драгана Варагић     | Наставница       |
| Изудин Бајровић     | Бранко           |
| Мухамед Хаџовић     | Едо              |
| Маја Салкић         | Монина тетка     |
| Сањин Милавић       | Монин возач      |
| Драган Јовичић      | Човек на балкону |